# Turre
Turre là một đô thị thuộc tỉnh Almería, ở cộng đồng tự trị Andalusia, Tây Ban Nha. Đô thị này có diện tích 108 km², dân số năm 2005 là 2884 người.

## Biến động dân số
| 1999  | 2000  | 2001  | 2002  | 2003  | 2004  | 2005  |
| ----- | ----- | ----- | ----- | ----- | ----- | ----- |
| 2,233 | 2,331 | 2,365 | 2,453 | 2,547 | 2,656 | 2,884 |

Nguồn: INE (Tây Ban Nha)